# Bolsa de ostomia

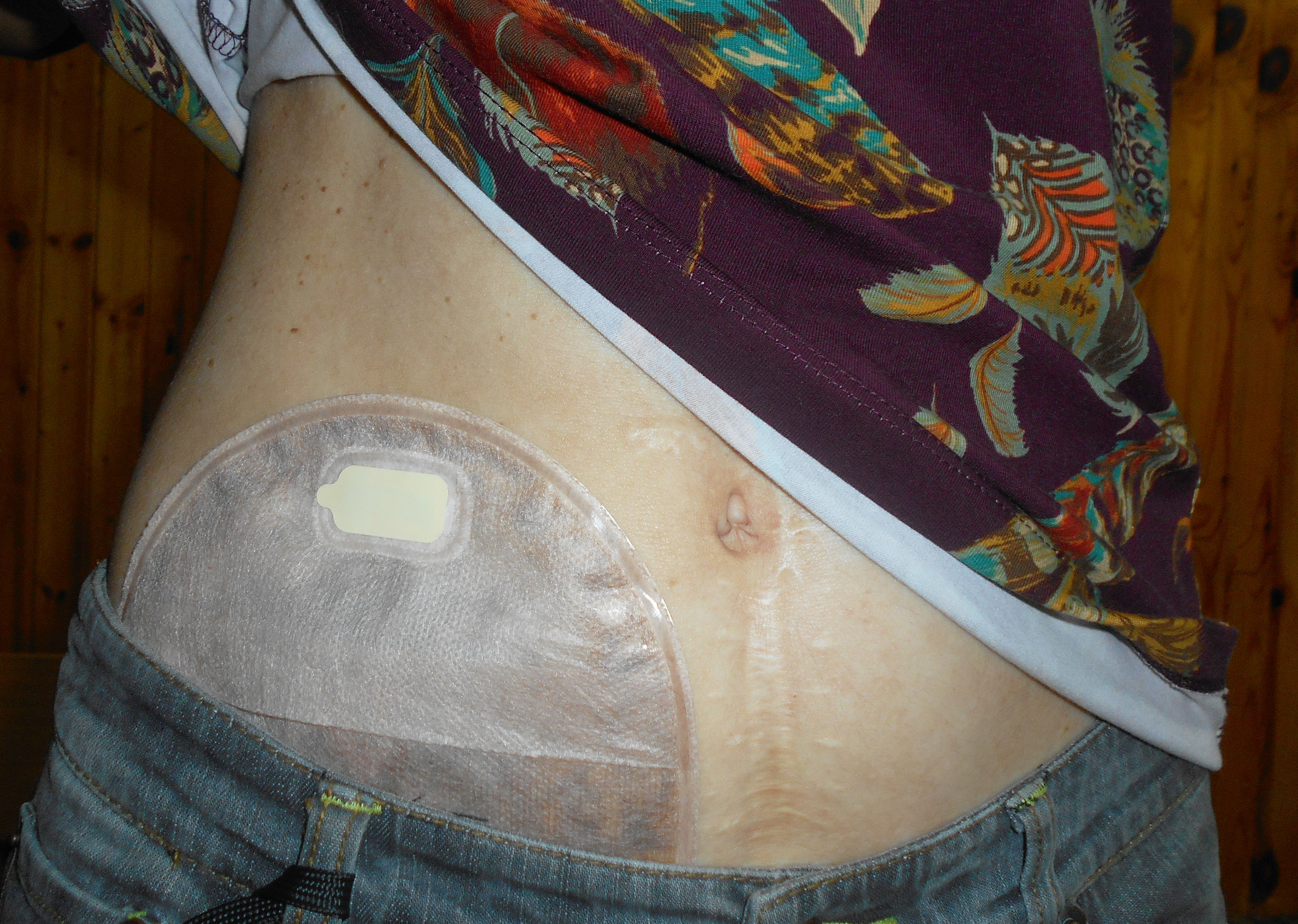
Bolsa de ostomia em uso

Uma bolsa de ostomia ou bolsa coletora, também chamada de bolsa de estomia, bolsa de ileostomia, bolsa de colostomia ou bolsa de urostomia, é um dispositivo médico protético que fornece um meio para a coleta de resíduos de um sistema biológico desviado cirurgicamente (cólon, íleo, uretra) e a criação de um estoma. Os sistemas de bolsas são mais comumente associados a colostomias, ileostomias e urostomias, mas são usados também para outras finalidades.
Os sistemas de bolsas geralmente consistem em uma bolsa coletora, uma placa base adesiva colada na pele, e o próprio estoma, que é a parte do corpo que foi desviada do interior do indivíduo para o exterior. O sistema pode ser de uma peça, quando a placa base adesiva e a bolsa coletora são fixas entre si, ou pode ser o sistema de duas peças, em que a placa base adesiva é separada da bolsa coletora e as mesmas precisam ser juntas mecanicamente, pelo próprio indivíduo ou terceiros.
O sistema usado varia entre os indivíduos e geralmente é baseado em preferência pessoal e estilo de vida, mas também há casos de orientação médica.

## Uso
As bolsas coletam os resíduos que saem de um estoma e armazenam o material (fezes ou urina) a ser eliminado posteriormente, enquanto protege a pele circundante. As bolsas permitem também que a pessoa ostomizada mantenha-se independente, permitem que os usuários possam continuar a levar um estilo de vida normal, incluindo relações sexuais e todas as formas de esportes e recreação.

## História
A bolsa de ostomia foi inventada em 1954 pela enfermeira dinamarquesa Elise Sørensen. Thora, irmã de Elise, havia sido submetida a uma cirurgia para retirada de um cancro de cólon e, como resultado da cirurgia, Thora passou a viver com uma colostomia. Pela ausência de um dispositivo que se fixasse bem na pele e armazenasse as fezes sem risco de vazamento, Thora passou a viver isolada, evitando sair de casa. Sørensen se viu então inspirada pela situação de sua irmã e outros pacientes que passavam pela mesma situação e desenvolveu uma bolsa descartável, feita de um plástico fino, selada e fixada na pele por um anel adesivo, as fezes saiam do estoma e caiam direto para a bolsa plástica. Após a invenção, Sørensen contatou diversos fabricantes, mas todos recusaram colocar a ideia em prática. Entretanto, o engenheiro e empresário fabricante de plástico, Aage Louis-Hansen, que era casado com a também enfermeira Johanne Louis-Hansen, aceitou após intervenção de sua esposa. Em 1955, Sørensen firmou um contrato de produção das bolsas com Louis-Hansen. A demanda cresceu tanto que, apenas dois anos após a invenção, dois terços da produção era para exportação. Em 1957, Aage Louis-Hansen fundou a Coloplast e a empresa assumiu a produção total das bolsa de ostomia.
Elise Sørensen registrou a patente da bolsa de ostomia 1954, sob o registro de patentes dinamarquês número 86860.

## Placa base adesiva

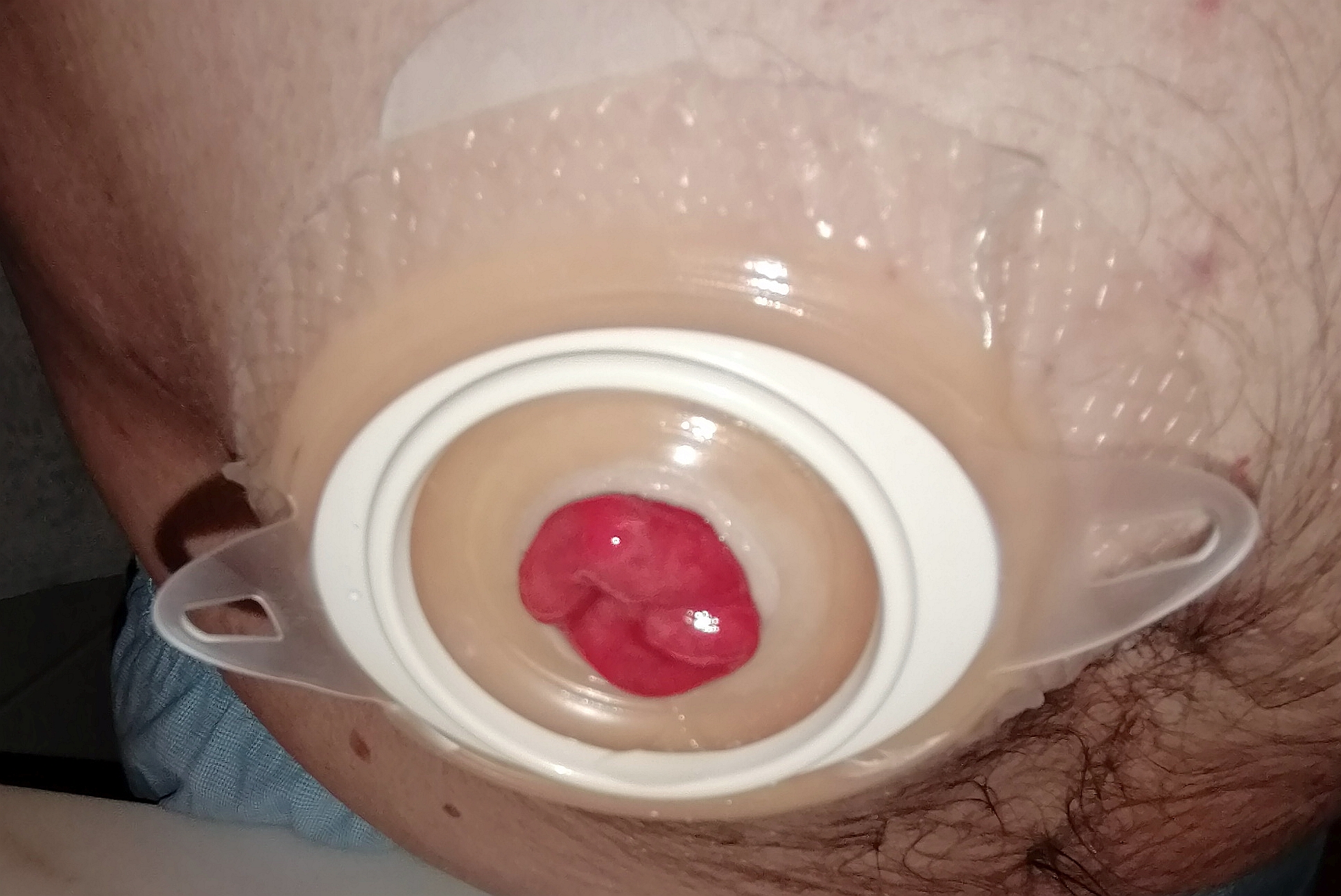
Placa base adesiva para modelo de duas peças em uso

As bases autoadesivas se fixam na pele e seguram a bolsa, a base também protege a pele do conteúdo interno da bolsa, evitando dermatites, inflamações e outras complicações. As bases, também chamadas de barreiras, são fabricadas com pectina, karaya ou material orgânico semelhante e estão disponíveis em diferentes tamanhos, para assim acomodar pacientes com diferenças anatómicas.
A abertura interna deve ter o tamanho correto para acomodar o estoma do indivíduo, protegendo a pele do contato com resíduos. Os métodos para dimensionar a abertura variam dependendo do tipo de placa; os modelos mais encontrados são os que é necessário que o usuário personalize a abertura usando uma tesoura, mas também há modelos pré-cortados e, mais recentemente, modelos moldáveis com as mãos, sem necessidade de tesoura, foram introduzidos ao mercado.
A adesão da pele para placas base modernas é otimizada considerando os cinco parâmetros abaixo:
- absorção;
- aderência;
- flexibilidade;
- resistência à erosão;
- facilidade de remoção.

Além disso, também há bases com bordas adesivas que fornecem segurança adicional para que o sistema permaneça no lugar. Também, para manter a base fixa, há sprays, pastas e pós que ajudam a colar a placa com mais firmeza, secar a pele e corrigir imperfeições da pele ao redor do estoma.
Uma bolsa ou, em caso de duas peças, base pode durar vários dias antes de precisar ser substituída; isso é altamente variável dependendo do estilo de vida, do tipo de ostomia e da anatomia do indivíduo. Entretanto, médicos e fabricantes costumam indicar que a troca seja feita em até 5 ou 7 dias.

## Bolsa

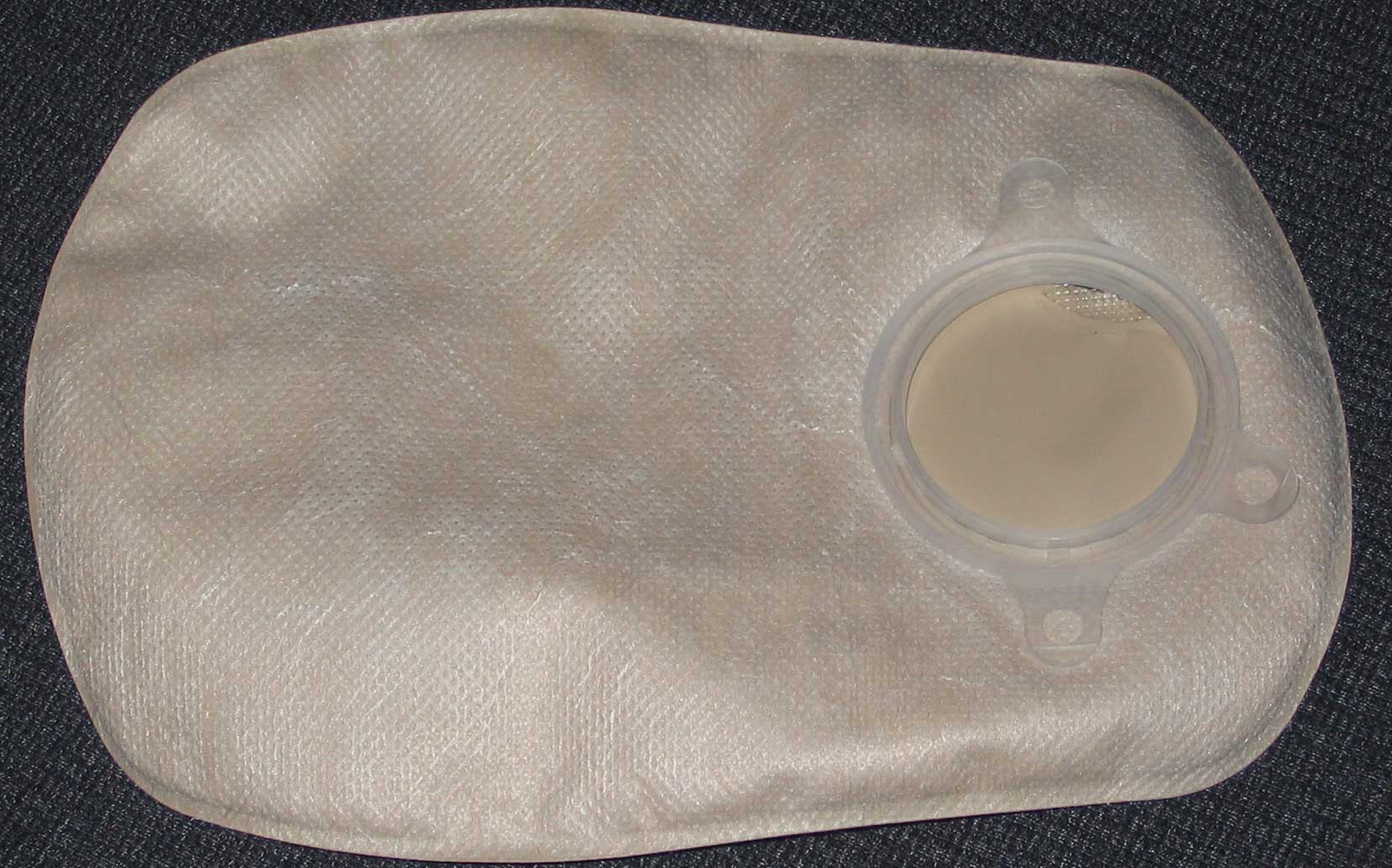
Bolsa fechada (sem abertura para drenagem); modelo de duas peças: observar a ausência do anel adesivo fixo na bolsa

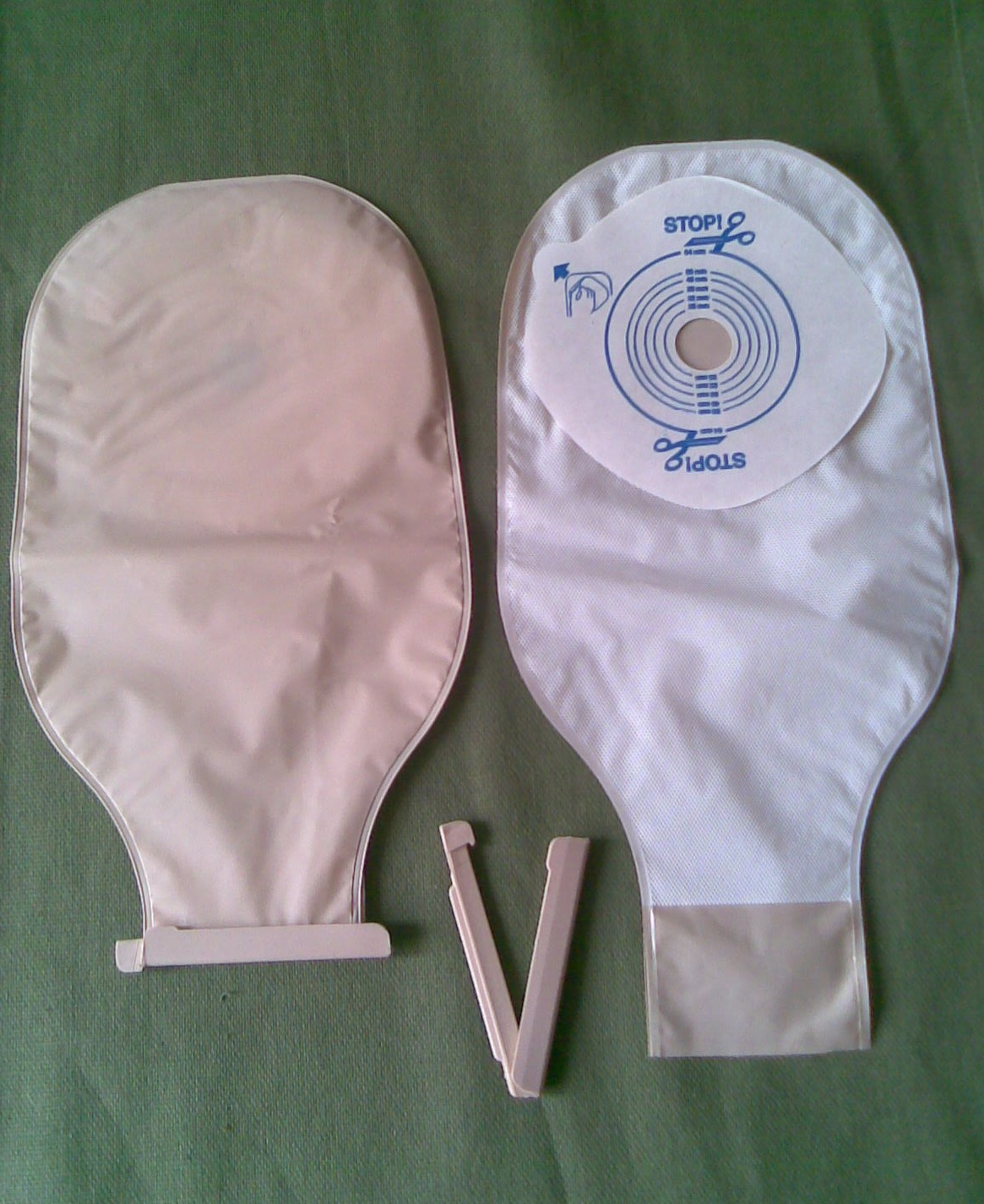
Modelo de uma peça drenável - com abertura na base para que seja feito o despejo do conteúdo. Ao centro, presilha usada para fechar a abertura

O método de fixação à base adesiva varia de entre os modelos de bolsa, podendo ser permanente (modelo de uma peça) ou, nos modelos de duas peças, pressão, anéis de travamento giratórios e montagens adesivas. O arranjo de duas peças permite que as bolsas sejam trocadas sem remover a base adesiva; por exemplo, algumas pessoas preferem mudar temporariamente para uma "mini-bolsa" quando realizam determinadas atividades, como relações sexuais ou natação. "Mini-bolsas" são aquedas apenas para uso mínimo pois armazenam pouco conteúdo. Existem também "mini-bolsas" de uma peça, mas pela impossibilidade de trocar rapidamente, como é feito no modelo de duas peças, são menos usadas.
As bolsas podem ser divididas em dois tipos básicos: abertas (drenáveis) e fechadas (descartáveis).
- As bolsas abertas têm uma extremidade que pode ser fechada e aberta para drenar o conteúdo da bolsa para um vaso sanitário . A extremidade pode ser selada com um fecho do tipo velcro[18] ou um clipe simples, comumente chamado de "presilha"[17] ou "grampo".[19]
- As bolsas fechadas precisam ser removidas sempre que a bolsa estiver cheia; caso seja modelo de uma peça, será necessário o descarte; em caso de bolsa de duas peças, a bolsa precisará ser removida da placa base, esvaziada e lavada, depois presa à base novamente.[12]

O uso de bolsas abertas ou fechadas depende da frequência com que um indivíduo precisa esvaziar o conteúdo, de questões financeiras, finalidade da ostomia e indicação médica.

### Acessórios
- Capas são usadas para disfarçar a bolsa quando a se expõe a mesma, como por exemplo numa atividade física, na praia ou na piscina. Há modelos artesanais e industriais, são feitas de tecido e podem ser lisas ou decoradas, inclusive com estampas para combinar com roupas;[20]
- Cintas elásticas flexíveis são usadas para garantir que a bolsa não se soltara. Normalmente, as cintas são usadas em atividades físicas, principalmente as mais extremas.[21]

#### Gases
Gases são criados durante a digestão e a bolsa irá coletá-lo e inflar. Para evitar isso, existem filtros de carvão que podem ser acoplados à bolsa, além de modelos de bolsas já fabricadas com filtro de carvão fixo, o filtro permite a saída dos gases sem a saída das fezes, além do carvão ativado promover a filtragem do odor. De qualquer modo, algum odor pode ser expelido; por isso, existem sprays que podem ser usados dentro da bolsa para reduzir esse risco.

## Cuidados de rotina
Pessoas com ostomia devem usar as bolsas para coletar os resíduos. Normalmente, a bolsa deve ser esvaziada ou trocada algumas vezes ao dia, a quantidade de vezes irá depender da alimentação e do próprio organismo do usuário; em geral, quanto mais longe do ânus (isto é, quanto mais "para cima" no trato intestinal) a ostomia está localizada, mais frequente será a necessidade de esvaziar a bolsa.
Pessoas com ileostomia não utilizam o intestino grosso, os resíduos chegam ao intestino delgado e depois são eliminados pelo estoma à bolsa de ostomia. Por não utilizar o intestino grosso, costumam ter uma eliminação em maior frequência dos resíduos, além dos mesmos serem mais líquidos. De tal forma, pessoas com ileostomia, tendem a perder peso e desidratarem com mais facilidade, precisando repor a perda de líquido e os nutrientes que perdem, seja através de suplementação alimentar ou se alimentando em maior frequência.
Pessoas com com colostomia descendente ou sigmoidostomia podem não precisar usar a bolsa de ostomia, então será usado apenas uma touca de gaze sobre o intestino e será feita a irrigação da ostomia em horários agendados. Para irrigar, um cateter é colocado dentro da ostomia e lavado com água, o que permite que as fezes saiam do corpo para uma manga de irrigação. As pessoas ostomizadas que passam pelo processo de irrigação, normalmente fazem a irrigação uma vez por dia ou em dias alternados, mas isso varia de um indivíduo para o outro, de sua saúde, da ingestão de alimentos e sua frequência, além da orientação médica.

## Legislação
A bolsa de ostomia é considerada uma prótese, seu usuário é uma pessoa com deficiência protegida por lei.

### Brasil

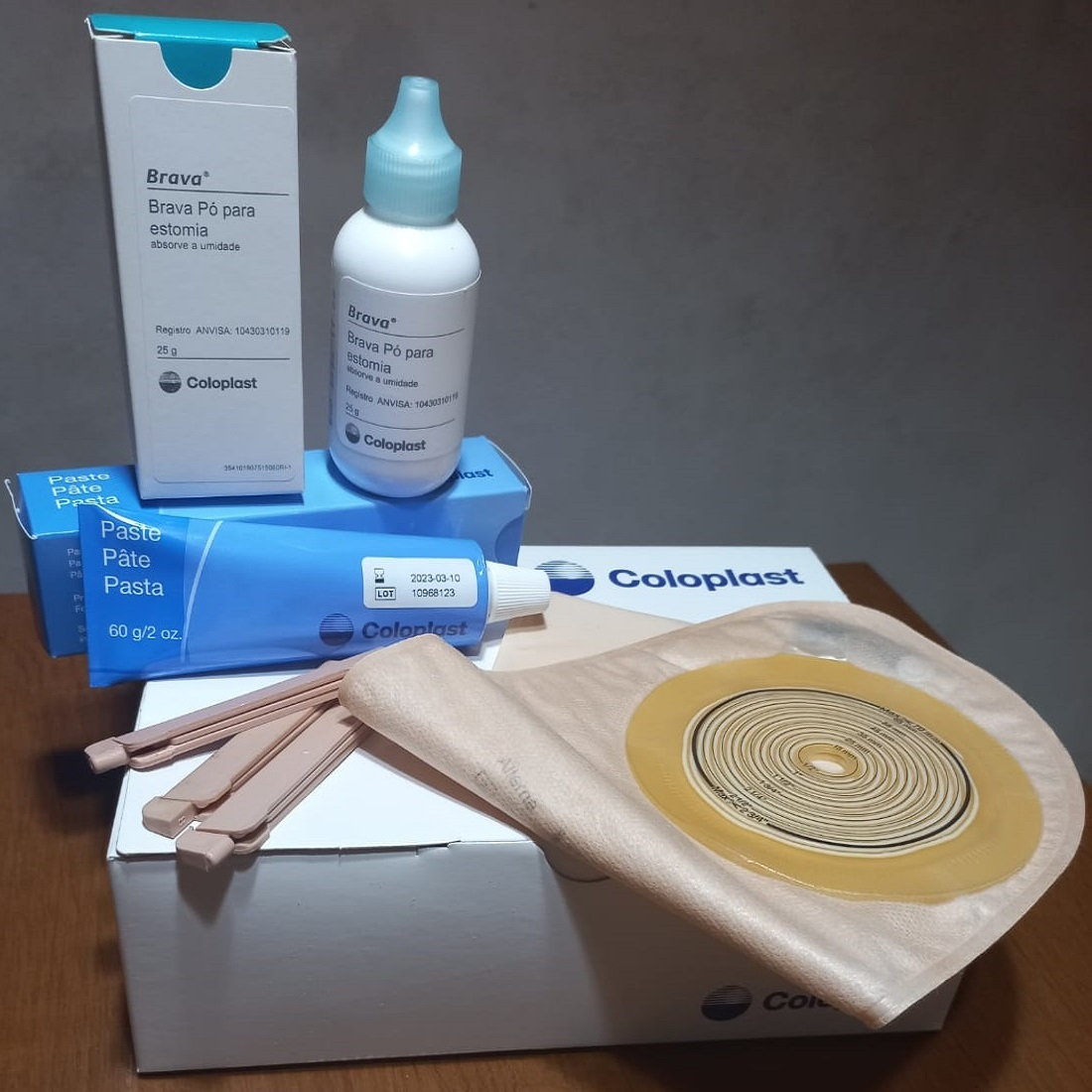
Kit de bolsas, pó, pasta e presilhas entregues à população ostomizada pelo Centro Estadual de Prevenção e Reabilitação de Deficiências (CEPRED), órgão do SUS na Bahia.

O Brasil possuí cerca de 120 mil pessoas ostomizadas, e o Artigo 5º do Decreto 5.296 de 2004 garante o reconhecimento da ostomia como deficiência física. Sendo assim, a pessoa ostomizada possuí não apenas os direitos garantidos às outras pessoas com deficiências, direitos pautados no Estatuto da Pessoa com Deficiência, mas também em leis e decretos específicos à população ostomizada.
Os direitos da pessoa com ostomia incluem:
- Recebimento das bolsas pelo Sistema Único de Saúde;[32]
- Recebimento das bolsas pelo plano de saúde;[33]
- Atendimento prioritário;[30]
- Reserva de vagas em concursos e universidades;[34]
- Passe livre em transporte coletivo.[31]

Símbolo da Pessoa Ostomizada

O Brasil também reconhece, desde 2014, o Símbolo Nacional de Pessoa Ostomizada. Apesar do reconhecimento do símbolo, e a autorização do uso do mesmo, não há obrigatoriedade para uso em filas prioritárias, por exemplo.

### Portugal
A legislação em prol das pessoas com deficiência em Portugal está baseada na lei Lei 9/89, de 2 de Maio. Os direitos da pessoa com ostomia são resguardados em lei, assim como no Brasil. Os direitos incluem:
- Isenção de 60% a 90% de impostos da compra de automóveis;[37]
- Desobrigação de uso de cinto de segurança.[38]

### Banheiro
Apesar dos direitos garantidos às pessoas ostomizadas, inclusive o de uso de banheiros adaptados, a maioria dos banheiros são adaptados apenas para usuários de cadeiras de rodas. Não há leis nacionais, seja no Brasil ou em Portugal, que obriguem a construção de banheiros adaptados para pessoas com ostomia. Apesar de não haver leis federais, o Distrito Federal do Brasil aprovou em 2020 a Lei 6.646, que tornou os banheiros adaptados aos ostomizados obrigatórios dentro do Distrito Federal, em locais públicos e privados de uso público, como aeroportos, shoppings e hospitais. Outros estados, como o Mato Grosso do Sul com o Projeto de Lei 768/2020, têm pautado projetos de leis que possam, no futuro, tornar obrigatória a construção deste tipo de banheiro.
O banheiro para uso adequado da pessoa ostomizada, precisa estar na altura da barriga para que o despejo dos dejetos da bolsa sejam feitos sem problemas, minimizando a possibilidade de que a pessoa ostomizada suje o ambiente ou a si mesmo.
Poucos lugares contam com o banheiro adaptado aos ostomizados, dois exemplos que contam são o Aeroporto de Congonhas e o Hospital de Clínicas da Unicamp.

## Impacto
Geralmente leva algum tempo para que a pessoa se acostume com o uso da bolsa de ostomia, incluindo tempo para aprender a manusear, esvaziar e fazer a troca, bem como se ajustar psicologicamente. O tempo necessário para o ajuste pode durar anos.
Por causa do desconhecimento, preconceito e estigma associados ao uso de bolsa de ostomia, pessoas ostomizadas podem experimentar isolamento social, baixa autoestima, mudança na função sexual e, inclusive, desenvolver doenças psicológicas, como depressão, além de pensamentos, tendências e tentativas de suicídio. Por isso, muitas vezes é orientado que a pessoa recém-ostomizada faça acompanhamento psicoterapêutico.

### Pessoas notáveis ostomizadas
- Thora Sørensen, irmã de Elise Sørensen, ostomizada após ter sido submetida a uma cirurgia por causa de um câncer colorretal, inspirou a sua irmã a inventar a bolsa de ostomia;[13]
- Dwight D. Eisenhower, presidente dos Estados Unidos, submetido a uma ostomia após ser diagnosticado com Doença de Crohn, em 1965.[45]
- Tyler James William, ator de Todo Mundo Odeia o Chris, foi ostomizado após uma crise de Doença de Crohn;[46]
- Jair Bolsonaro, ex-presidente do Brasil, usou colostomia temporariamente após uma cirurgia em 2018;[47]
- Luciano Szafir, ator, colostomizado após uma perfuração do intestino grosso por uso de anticoagulantes em decorrência do tratamento de COVID-19;[48]
- Preta Gil, atriz e apresentadora, filha de Gilberto Gil, ileostomizada após cirurgia de retirada de câncer no intestino.[49]